# Karagöz
Karagöz (parfois francisé en « Karagueuz » ; littéralement « œil noir » en turc ; en turc ottoman : قره کوز) est un personnage du théâtre d'ombres turc et désigne par extension cet art traditionnel. Les pièces de ce théâtre mettent habituellement en scène Karagöz, figurant un homme du peuple illettré et proche du public, et un autre personnage, Hacivat (parfois francisé en « Hadjivat » ; couramment expliqué comme étant la contraction de « Hacı İvaz »), qui appartient à la classe éduquée et s'exprime en turc ottoman en utilisant des tournures littéraires et des termes poétiques. Originellement, ce théâtre était tout particulièrement associé à la période du ramadan et il est resté longtemps une distraction très populaire en Turquie. Aujourd'hui, il ne survit que sous une forme édulcorée destinée aux enfants.

## Origine

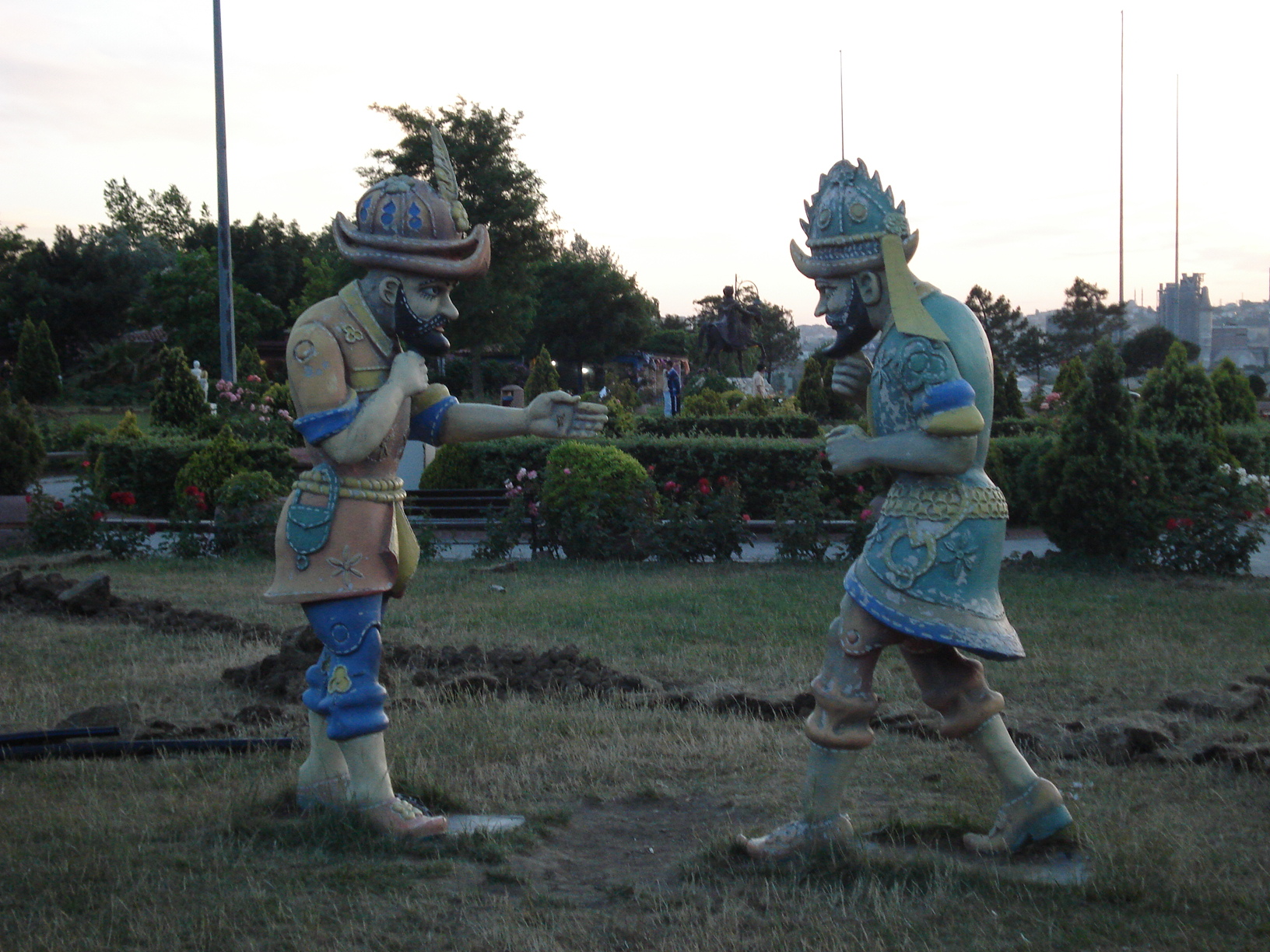
Représentations de Karagöz et Hacivat dans le district de Büyükçekmece à Istanbul

L'origine du Karagöz reste incertaine. Pour certains, les premières pièces auraient été représentées pour le sultan Selim Ier en Égypte, après la conquête du pays en 1517, mais selon l'écrivain Evliya Çelebi de telles pièces auraient été présentées dès l'époque de Bayezid Ier. Quoi qu'il en soit, au XVIe siècle, le grand Mufti Mehmet Ebussuud el-İmadi émit un avis autorisant la représentation des pièces du Karagöz.
Karagöz et Hacivat eux-mêmes seraient inspirés de deux travailleurs qui auraient distrait leurs camarades au cours de la construction de la mosquée de Bursa pendant le règne de Orhan. Ils furent exécutés pour le retard occasionné dans le déroulement des travaux mais devinrent des héros populaires. Une des versions de la légende prétend qu'un de leurs contemporains réalisa des marionnettes qui les représentaient et commença à jouer des pièces les mettant en scène.

## Caractère
Le personnage de Karagöz peut être trompeur, obscène et même violent. 

## Pièces

### Autres personnages
Les autres personnages traditionnels de ces pièces, outre Hacivat, sont :
- Tuzsuz Deli Bekir : ivrogne, représenté avec sa bouteille de vin ;
- Uzun Efe : personnage au long cou ;
- Kanbur Tiryaki : opiomane, représenté avec sa pipe ;
- Altı Kariş Beberuhi : nain ;
- Denyo : idiot ;
- Civan : dépensier ;
- Nigâr : délurée.

D'autres personnages peuvent intervenir, comme des danseurs ou des djinns, ou encore des étrangers : un arabe qui ne parle pas turc, une servante noire ou circassienne, un garde albanais, un docteur grec, un arménien, un juif, un perse…

### Structure
Les pièces du Karagöz sont organisées en quatre parties :
- Mukaddime : introduction. Hacivat chante un semai (différent à chaque représentation), récite une prière, et indique qu'il est à la recherche de son ami Karagöz par une tirade qui se termine toujours par "Yar bana bir eğlence" (« Oh, pour un peu de distraction »). Karagöz entre par le côté opposé de la scène.
- Muhavere: dialogue entre Karagöz et Hacivat
- Fasil: intrigue
- Bitiş: conclusion, toujours une courte dispute entre Karagöz and Hacivat qui se termine par Hacivat qui crie à Karagöz qu'il a « anéanti » le sujet traité et qu'il a « fait tomber le rideau » à quoi Karagöz répond « que mes transgressions soient pardonnées »Sources[2],[4]:.

### Marionnettistes
Les marionnettistes du Karagöz sont appelés hayalî, ce qui signifie tant imaginaire que créateur d'image (on les appelle aussi parfois Karagözcü ou hayalbaz). Un seul hayalî incarne tous les personnages de la pièce. Il est généralement assisté par un apprenti qui l'aide dans les manipulations. Un yardak peut aussi interpréter des chansons et un dairezen jouer du tambourin.
Les marionnettes elles-mêmes ont les membres fixes et sont confectionnées en peau de chameau ou de buffle. La peau est travaillée jusqu'à ce qu'elle devienne presque transparente, puis elle est teintée pour produire des projections de couleur. La lampe de projection est appelée şem’a, littéralement bougie, mais il s'agit en principe d'une lampe à huile. Les images sont projetées sur un écran de mousseline blanche appelé ayna (miroir). La projection s'effectue par l'arrière et l'audience ne voit pas le marionnettiste. Les marionnettes font généralement 35 à 40 centimètres de haut.
Les marionnettes du Karagöz ont cette originalité qu'elles sont manipulées avec une baguette fixée perpendiculairement au pantin et amovible pour le rangement. Le petit nombre de baguettes pour une marionnette implique un jeu assez caricatural très bien adapté pour de la comédie. Dans l'ouvrage "Ombres et Silhouettes" de Paërl, Boterman et Van Deft, il est indiqué que la source lumineuse n'est pas placée derrière les manipulants mais en bas et près de l'écran. Ce procédé permet des disparitions de marionnettes en les éloignant de l'écran et implique que le jeu se fait contre la toile et non à quelques centimètres de celle-ci.

## Dissémination
Karagöz est à l'origine de Karaghiosis en Grèce, Karakoz au Levant, Aragoz en Égypte, Karakouz en Tunisie et Garagouz en Algérie.